# Sedi Amazon nel mondo

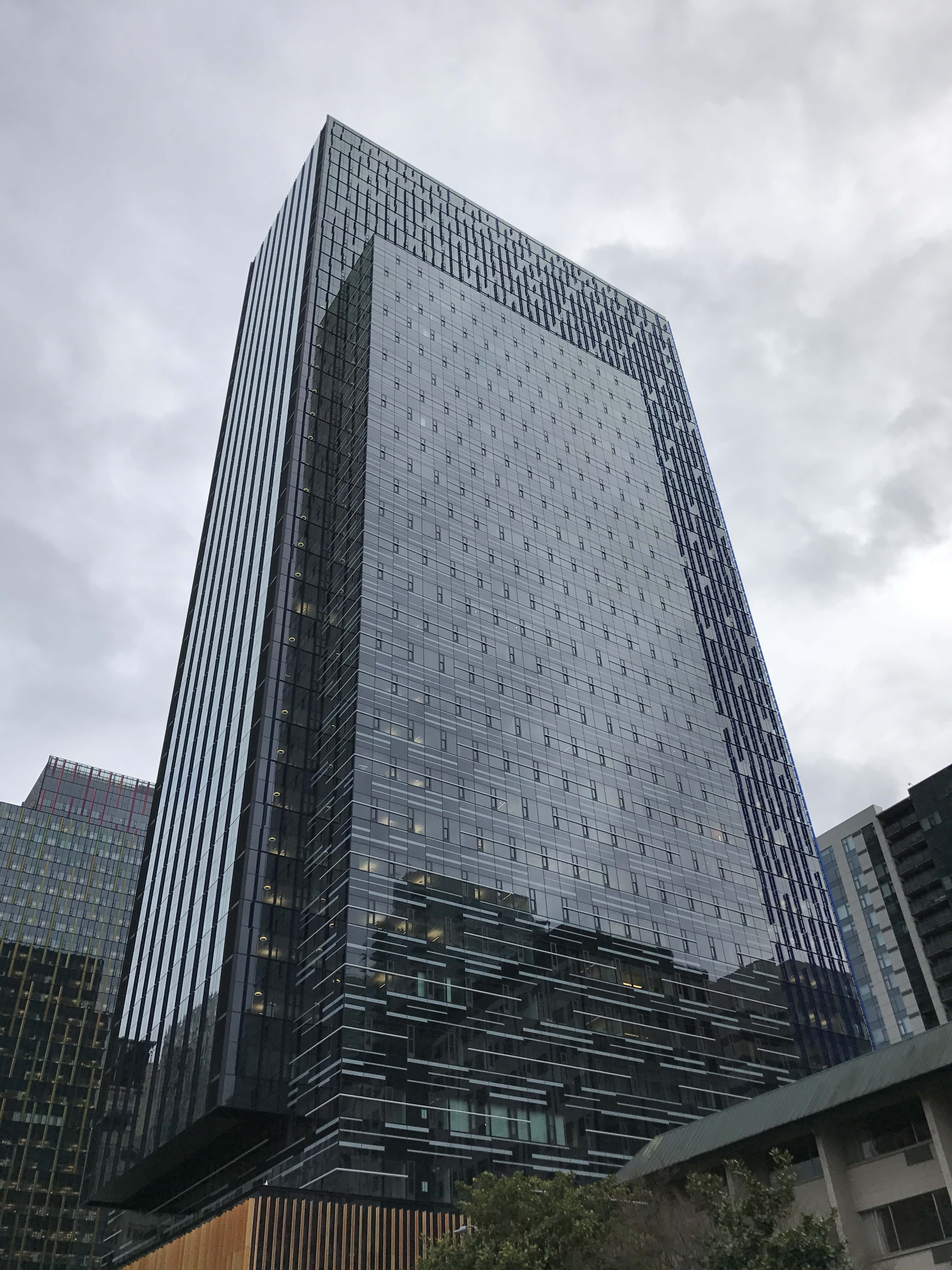
L'edificio Day 1 di Amazon a Seattle

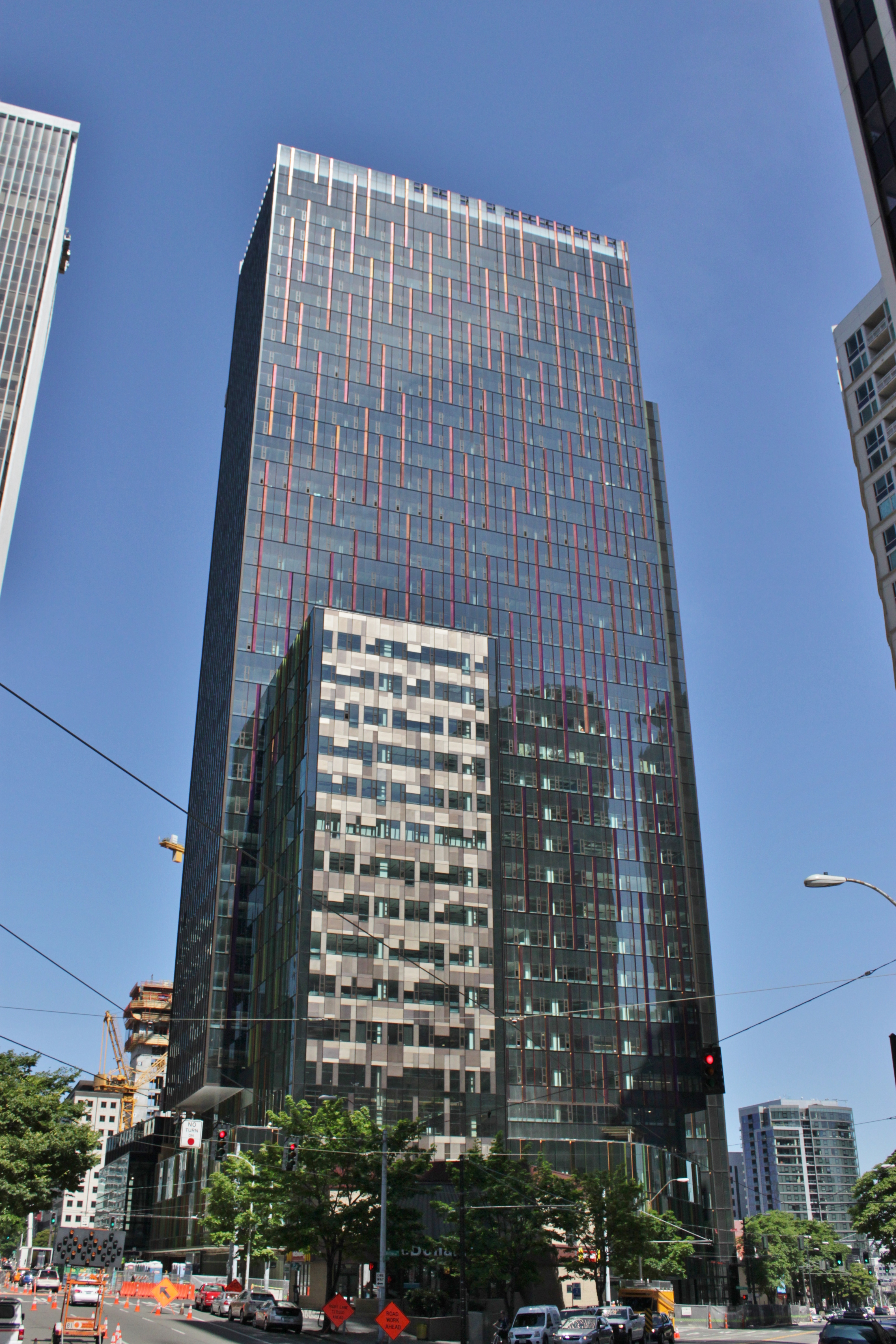
Edificio Doppler a Seattle

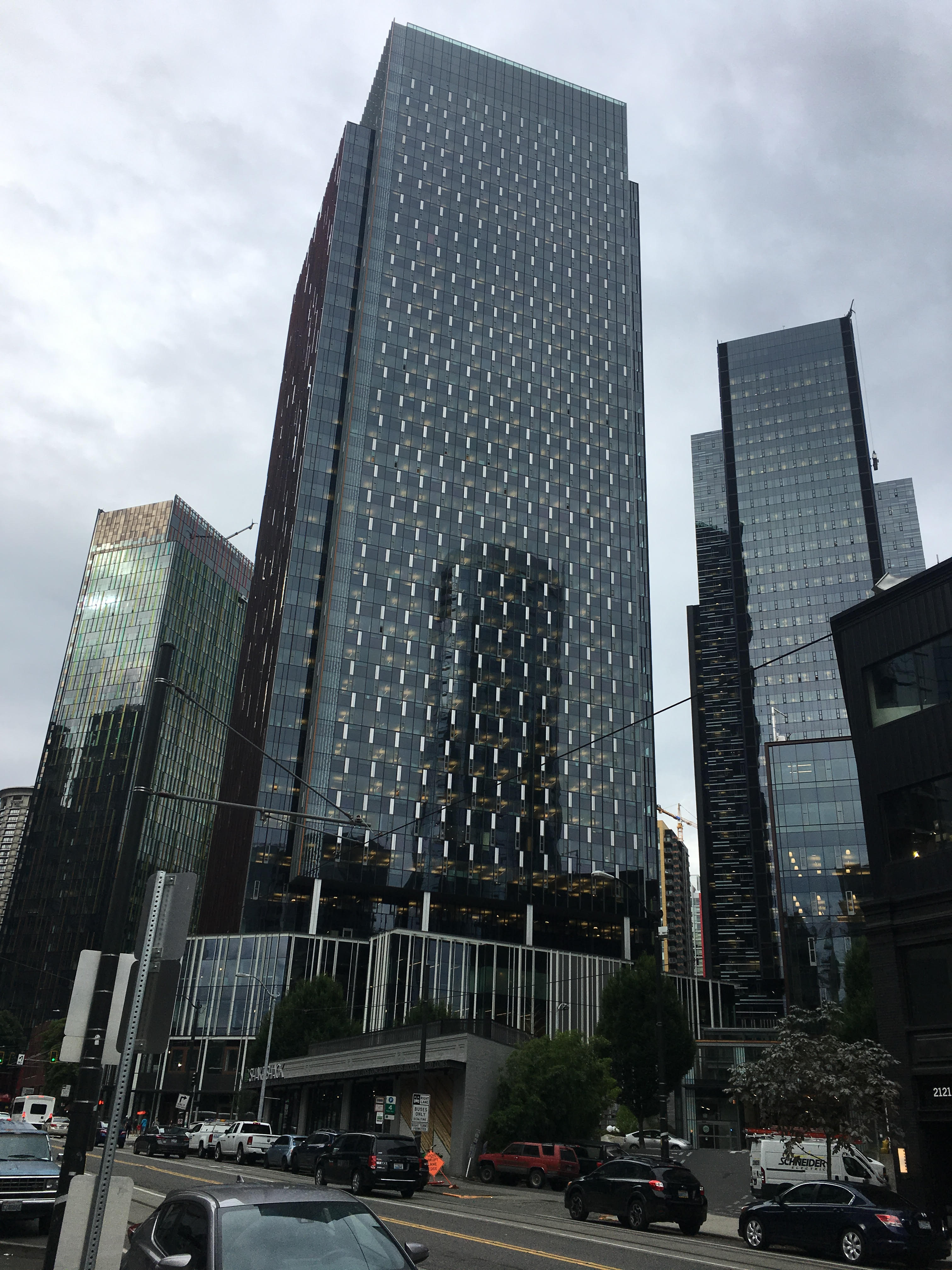
re:Invent a Seattle

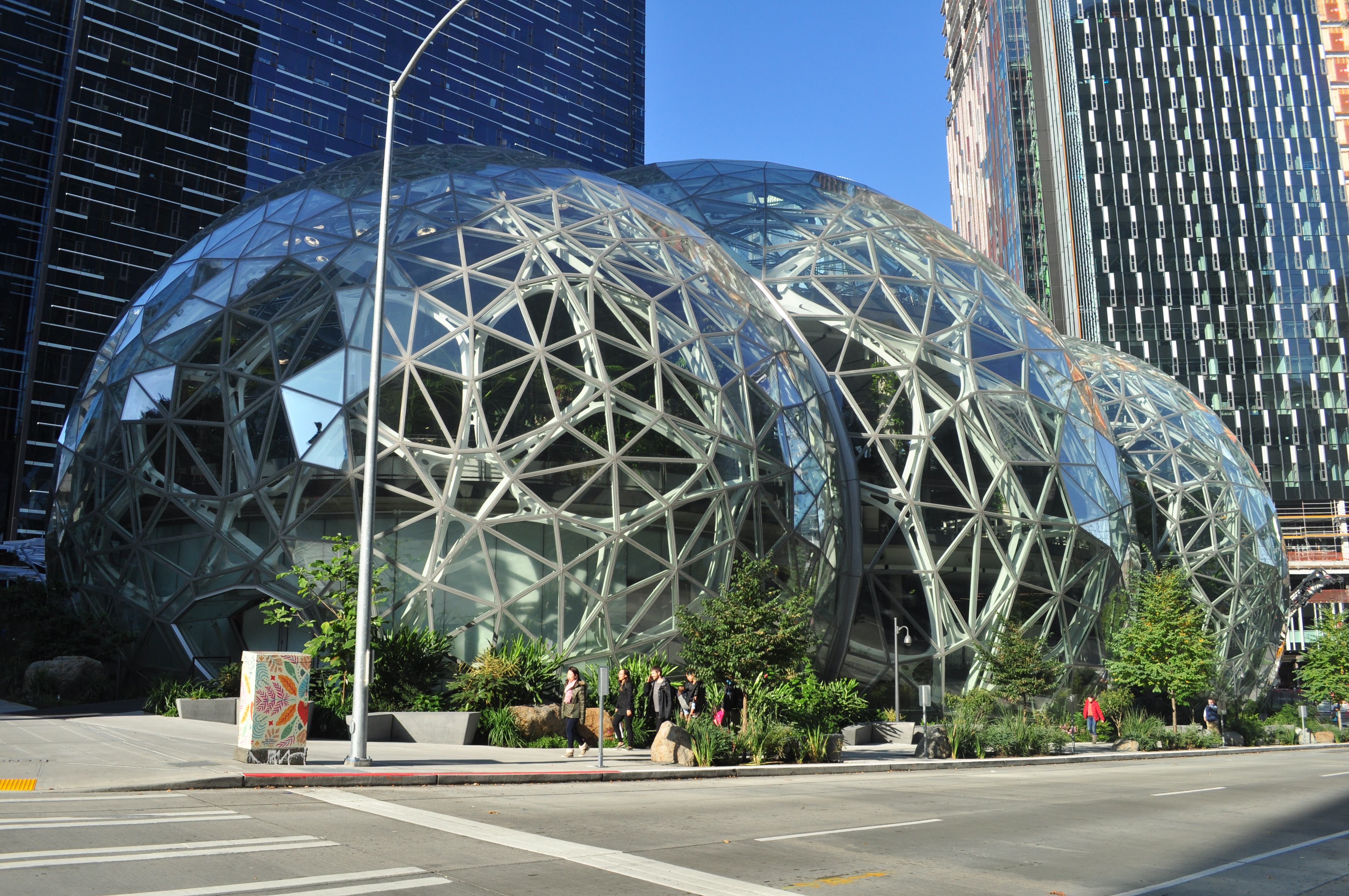
Amazon Spheres a Seattle

Amazon è una società americana che ha una presenza multinazionale con uffici e strutture in tutto il mondo. L'azienda ha sede a Seattle, nello stato di Washington e conta oltre 1.335.000 dipendenti in tutto il mondo, di cui 950.000 negli Stati Uniti.

## Sede centrale

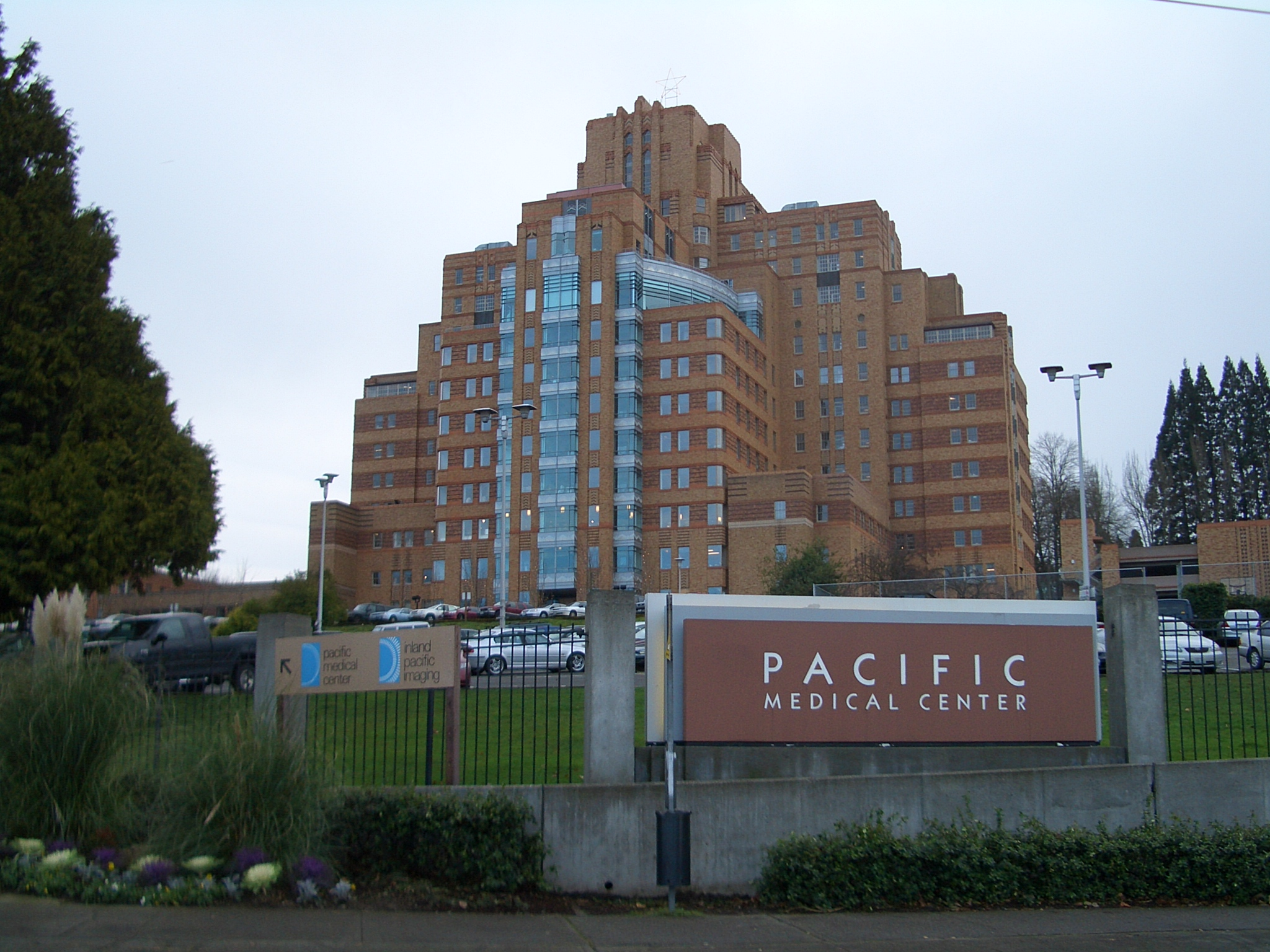
Ex quartier generale di Amazon nell'edificio del Pacific Medical Center a Beacon Hill, Seattle

La sede centrale di Amazon è dislocata in più di 40 edifici sia di proprietà che in affitto sparsi negli adiacenti quartieri di Seattle: South Lake Union, Denny Triangle e Downtown. I primi 14 edifici occupati da Amazon nella South Lake Union sono stati creati principalmente da Vulcan Inc. dal 2008 in poi, i primi 11 dei quali sono stati acquisiti da Vulcan nel 2012 per un costo di 1,16 miliardi di dollari. La società aveva precedentemente sede in uno spazio affittato all'interno del Pacific Medical Center, situato nel quartiere cittadino di Beacon Hill, dal 1998 al 2011.
Amazon sta attualmente costruendo un nuovo complesso di quattro torri e quattro piani bassi nel quartiere Denny Triangle di Seattle che diventerà quartier generale principale, anche se manterrà molti degli edifici precedentemente acquistati per ospitare i suoi oltre 45.000 dipendenti aziendali nell'area di Seattle. Il piano per il nuovo campus, progettato da NBBJ e chiamato "Rufus 2.0" in onore di un cane che faceva parte dell'azienda nei suoi primi giorni, è stato approvato dalla città di Seattle nel 2012 e la costruzione è iniziata l'anno successivo. La prima delle torri, soprannominata Doppler, è stata aperta il 14 dicembre 2015.

### Altri campus principali
La sede europea si trova nella capitale del Lussemburgo.
Il 13 novembre 2018, Amazon ha annunciato che avrebbe diviso il previsto HQ2 tra New York e la Virginia. Il 14 febbraio 2019, Amazon ha annullato il suo piano per la sede HQ2 a New York. Amazon sta anche costruendo un centro operativo di vendita al dettaglio a Nashville, nel Tennessee.
Il 21 agosto 2019, Amazon ha aperto il suo campus più grande del mondo nel quartiere Nanakramguda a Hyderabad, in India. È il primo campus di proprietà di Amazon situato al di fuori degli Stati Uniti e presenta il più grande edificio di proprietà di Amazon al mondo. Il campus di 3,84 ettari ospita oltre 15.000 dipendenti.
Amazon prevede di costruire un grande campus a Bellevue, un sobborgo di Seattle, che ospiterà 15.000 dipendenti entro il 2025. L'azienda ha aperto il suo primo ufficio a Bellevue nel 2017, segnando un ritorno in città da quando l'azienda è stata fondata lì nel 1995. Il campus di Bellevue includerà la torre Bellevue 600 di 43 piani, che dovrebbe essere l'edificio più alto della città e il più alto che sarà costruito da Amazon.

## Centri di sviluppo software
Sebbene gran parte dello sviluppo software di Amazon avvenga a Seattle, l'azienda impiega sviluppatori di software in centri da tutto il mondo. Alcuni di questi siti sono gestiti da una sussidiaria di Amazon chiamata A2Z Development.
- Nord America
  - Stati Uniti 
    - Atlanta, GA[22]
    - Austin, TX[23]
    - Boston, MA[24]
    - Cambridge, MA[25]
    - Chicago, IL[22]
    - Cupert, CA
    - Dallas, TX[22]
    - Denver, CO[22]
    - Detroit, MI[26]
    - Herndon, VA[27]
    - Houston, TX[28]
    - Irvine, CA[29]
    - Minneapolis, MN[30]
    - New York, NY (Manhattan West,[31] Herald Square,[32] Fifth Avenue[33])
    - Phoenix, Arizona[22]
    - Pittsburgh, PA[34]
    - Portland, OR[22]
    - San Diego, CA[35]
    - San Francisco, CA
    - San Luis Obispo, CA[36]
    - Sunrise, FL
    - Seattle, WA
    - Tempe, AZ

  - Canada 
    - Vancouver, BC[37]
    - Toronto, ON[38]
- America centrale
  - Costa Rica
- Sudamerica
  - Brasile
    - San Paolo[39]
- Europa
  - Lussemburgo
    - Lussemburgo

  - Austria 
    - Graz[40]

  - Belgio
    - Bruxelles[41]

  - Repubblica Ceca
    - Praga[42]

  - Danimarca
    - Copenaghen[43]

  - Finlandia
    - Helsinki[44]

  - Germania
    - Berlino
    - Dresda[45]
    - Aquisgrana[46]

  - Grecia
    - Atene[47]

  - Irlanda
    - Dublino[48]

  - Polonia
    - Danzica[49]

  - Portogallo
    - Lisbona[50]

  - Romania
    - Bucarest[51]
    - Iași[51]

  - Spagna
    - Madrid[52]
    - Barcellona[53]

  - Regno Unito
    - Cambridge CB1[54]
    - Edimburgo[55]
    - Londra
- Asia
  - Giappone
    - Tokyo[56]

  - India
    - Bangalore
    - Hyderabad
    - Nuova Delhi
    - Chennai

  - Kuwait
    - Al Kuwait[57]

  - Emirati Arabi Uniti
    - Dubai[58]

  - Israele
    - Tel Aviv
    - Haifa
- Africa
  - Sudafrica
    - Città del Capo[59]
- Oceania
  - Australia
    - Sydney
    - Melbourne

  - Nuova Zelanda
    - Auckland
    - Wellington

## Centri assistenza clienti

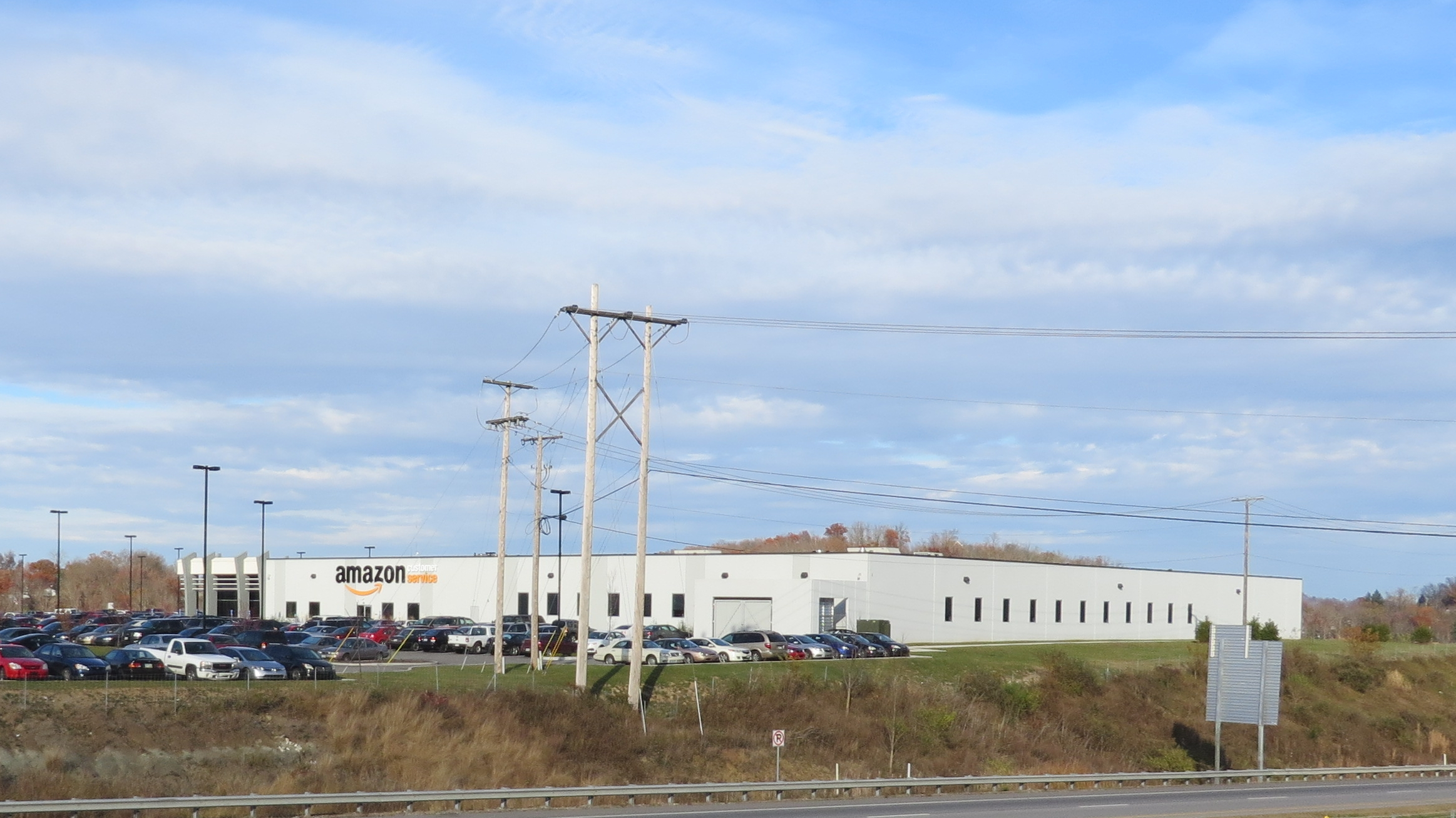
Centro assistenza clienti a Huntington, West Virginia

- Africa
  - Marocco
    - Rabat[60]

  - Sudafrica
    - Città del Capo[61]
- Asia
  - Filippine
    - Cebu[62]
    - Manila[62]
- Europa
  - Irlanda
    - Cork[63]

  - Olanda
    - L'Aia[64]

  - Spagna
    - Barcellona[65]

  - Regno Unito
    - Edimburgo[66]
- America Centrale
  - Costa Rica
    - San José
- Sudamerica
  - Colombia
    - Bogotà[67]
- Nord America
  - Grand Forks, Dakota del Nord
  - Huntington, Virginia Occidentale
  - Kennewick, Washington
  - Winchester, Kentucky (LEX11)

## Vendita al dettaglio
Di seguito è riportato un elenco dei punti vendita di Amazon, a partire da settembre 2021. La maggior parte dei negozi si trova all'interno degli Stati Uniti, ma Whole Foods gestisce anche negozi in Canada e nel Regno Unito, mentre Amazon Go ha sei sedi a Londra con il nome Amazon Fresh.
- Whole Foods Market (527)[70][71]
- Amazon Books (24)
- Amazon Go (30)
- Amazon Go Grocery (1)
- Amazon Fresh (24)[68][72]
- Amazon 4-Star (31) - una collezione di articoli nuovi e di tendenza da Amazon.com che sono valutati con quattro stelle o più.[73][74][75][76]
- Amazon Pop-Up (7) - piccoli chioschi che vendono dispositivi Amazon come altoparlanti Echo, e-reader Kindle, tablet Fire e dispositivi Fire TV, Facebook Portal Plus e Oculus Quest si trovano anche, si trovano di solito ospitati nei centri commerciali.[77][78] Tutti gli 87 chioschi sono stati chiusi nel maggio 2019 di cui 5 sono stati inizialmente riaperti in seguito.[76][79]
- 365 di Whole Foods Market (12) - Nel gennaio 2019 è stato annunciato che il concetto 365 di Whole Foods Market sarebbe stato interrotto e tutti i negozi esistenti sarebbero stati convertiti in normali negozi Whole Foods.[80][81]

## Punti di ritiro
Oltre ad Amazon Locker, Amazon ha circa 30 punti di ritiro con personale negli Stati Uniti e oltre 800 in India. Le sedi negli Stati Uniti hanno grandi set di Amazon Locker e un'area in cui i clienti possono effettuare i resi. Le sedi in India si trovano in rivenditori esistenti e i clienti aspettano che un dipendente del negozio ritiri il pacco. La società gestisce anche 33 Treasure Trucks negli Stati Uniti e nel Regno Unito, che fungono da punti di ritiro per un'offerta al giorno che i clienti possono ordinare utilizzando l'app Amazon.

## Distribuzione ed immagazzinamento
I centri di distribuzione di Amazon sono grandi strutture con centinaia di dipendenti, a volte migliaia. I dipendenti sono responsabili di cinque compiti fondamentali: disimballare e ispezionare le merci in arrivo; immagazzinare le merci e registrare la loro posizione; prelevare le merci dalle posizioni registrate dal computer per comporre una singola spedizione; smistare e imballare gli ordini e spedire. Un computer che registra la posizione delle merci e traccia i percorsi per gli addetti al prelievo gioca un ruolo chiave: i dipendenti portano computer portatili che comunicano con il computer centrale e monitorano il loro ritmo di progresso. Un addetto al prelievo può camminare per 16 o più chilometri al giorno.
Nei centri di distribuzione più recenti, gli articoli sono immagazzinati e portati agli addetti al prelievo da robot (Amazon Robotics). Nel Regno Unito, il personale iniziale è stato fornito da Randstad Holding e altre agenzie di lavoro temporaneo. Negli Stati Uniti, molti lavoratori sono assunti come dipendenti Amazon e ricevono azioni o bonus d'ingresso, mentre ad altri vengono offerte posizioni temporanee stagionali. "Quando abbiamo posizioni permanenti disponibili, guardiamo ai migliori associati temporanei per riempirle", ha detto un portavoce di Amazon. Amazon ha acquisito Kiva Systems, una società di automazione dei magazzini, nel 2012.
I centri di distribuzione di Amazon possono anche fornire l'immagazzinamento e la spedizione degli ordini per i venditori di terze parti, a pagamento. I venditori di terze parti possono usare Logistica di Amazon (FBA) per spedire anche per altre piattaforme, come eBay o i loro siti web.
Il 20 marzo 2020, Amazon ha accettato di rimuovere i metal detector dai suoi magazzini dopo che un lavoratore del magazzino è risultato positivo al COVID-19. Oltre a rimuovere i metal detector, Amazon ha anche accettato di attuare una "regola dei 6 piedi", che farà rispettare una distanza di due metri tra i dipendenti del magazzino.

### Nord America

#### Stati Uniti
I centri di distribuzione si trovano nelle seguenti città e spesso prendono il nome da un codice aeroportuale della International Air Transport Association (codici dei centri di distribuzione). I centri di smistamento sono magazzini regionali in cui i pacchi Amazon vengono smistati a un corriere dell'ultimo miglio, in genere Amazon Logistics o il servizio postale locale.
Questo elenco include centri logistici e centri di smistamento Amazon, ma esclude altri tipi di magazzini Amazon come stazioni di consegna Amazon Logistics, magazzini Prime Now o magazzini Amazon Fresh.
- Alabama
  - Bessemer (BHM1)
  - Huntsville (opening 2022)[85]
  - Madison (HSV1)[86]
  - Mobile (MOB1)
  - Montgomery (opening 2022)[85]
  - Theodore (MOB5)
- Arizona
  - Avondale (GYR3)
  - Goodyear (PHX5, GYR1)
  - Phoenix (PHX3, PHX6, PHX7, PHX8, TUS1, AZA4, AZA5)
  - Tolleson (PHXZ)
  - Tucson (TUS2)[87]
- Arkansas
  - Little Rock (LIT1) (opening 2021)[88]
  - North Little Rock (LIT2) (opening 2021)[89]
- California
  - Bakersfield (BFL1)[90]
  - Beaumont (PSP1)[91]
  - Eastvale (LGB3)
  - Fresno (FAT1)
  - Fontana (LAX9)
  - Jurupa Valley (ONT1)[92]
  - Manteca (SCK3)
  - Moreno Valley[84] (ONT6, ONT8)
  - Newark[84] (OAK5)
  - Otay Mesa (SAN3)[93]
  - Oxnard (OXR1 opening 2021)[94]
  - Patterson (OAK3)
  - Perris (LGB9)
  - Redding (AMZ2)
  - Redlands[84] (ONT9, LGB4)
  - Rialto (SNA4, LGB8, LGB7)
  - Riverside (LGB6)
  - Sacramento (SMF1)
  - San Bernardino (ONT2, ONT5, SNA7, LGB5)
  - Shafter (opening late 2021)[95]
  - Stockton[84] (SMF3, SCK1,[96] SCK9, SCK4)
  - Thousand Oaks (DPS3)[97]
  - Tracy (OAK4, SJC7, OAK6)
  - Turlock (opening 2022)[98]
  - Vacaville (SMF5)
  - Victorville (opening 2022)[99]
  - Visalia (FAT2 opening 2021)[100]
- Colorado
  - Aurora (DEN2, DEN5, DEN7)
  - Colorado Springs (COS5, DEN4, DCS3)[101]
  - Thornton (DEN3)
- Connecticut
  - North Haven (BDL3)
  - Wallingford (BDL5, DOB2)
  - Windsor (BDL2, BDL4, DCY1) (BDL4 opening in 2021)[102][103]
  - Cromwell (BDL6)
- Delaware
  - Bear (opening 2021)[104]
  - Middletown[105] (PHL7, PHL9)
  - New Castle (ILG1)
  - Wilmington (MTN1) (opening 2021)[106]
- Florida
  - Auburndale (TPA3)
  - Davenport[84] (MCO5)
  - Daytona Beach (opening 2023)[107]
  - Deltona (MCO2)
  - Doral[84] (Miami) (MIA5)
  - Fort Myers (LAL4)[108]
  - Homestead (opening 2021)[109]
  - Jacksonville (JAX2, JAX3, JAX5)
  - Lakeland (TPA2)
  - New Port Richey (opening 2023)[110]
  - Ocala (TPA6)[111]
  - Opa-locka[84] (MIA1)
  - Orlando[84] (MCO1)
  - Port St. Lucie (opening 2022)[112]
  - Ruskin (TPA1)
  - Tallahassee (opening 2022)[113]
  - Temple Terrace (TPA4) (2021)[114]
  - Jupiter (PBI2 opening 2021)[115]
  - Sunrise (opening 2022)[116]
- Georgia
  - Augusta (Appling, Columbia County) (AGS1) (opens 2021)[117]
  - Braselton[118] (MGE1)
  - Buford (Opens 2021)[119]
  - East Point[84] (ATL6)
  - Jefferson[120] (MGE3)
  - Lithia Springs[84] (ATL8)
  - Macon (SAV3)[121]
  - Newnan (CSG1)[122]
  - Pendergrass (AGS2)
  - Pooler (opening 2022)[123]
  - Stone Mountain (ATL2)[124]
  - Union City[84] (ATL7)
- Idaho
  - Nampa (BOI2)[125]
- Illinois
  - Aurora (MDW9)
  - Channahon (ORD2, ORD9)[126]
  - Chicago (DCH1, DLN4)
  - Cicero (DLN2)
  - Crest Hill (MDW5)
  - Edwardsville (STL4, STL6, STL7)[127]
  - Elgin (DCH5, DCH7)[128]
  - Huntley (opening 2022)[129]
  - Joliet[84] (MDW2, MDW4)
  - Markham (IGQ1)[130]
  - Matteson (ORD5)[130]
  - Monee (MDW7, ORD4)
  - Mundelein (DCH4)
  - North Pekin (opening 2022)[131]
  - Palatine (DLN8)[132][133]
  - Rockford (KRFD, RFD1)[134]
  - Romeoville (MDW6)
  - Skokie (DIL7)
  - University Park (IGQ2) (2021)[135]
  - Waukegan (MDW8, MKE6 second building opening in late 2021)[136]
  - Wilmington (HMW1)
- Indiana
  - Elkhart (opening 2023)[137]
  - Franklin (opening 2022)[138]
  - Fort Wayne (FWA4 opening 2022)[139]
  - Greenfield (MQJ1)
  - Greenwood (IND9)
  - Indianapolis[84] (IND4, IND8)
  - Jeffersonville (SDF8)
  - Lanesvilles (opening 2022)[140]
  - Plainfield (IND2, IND5)
  - Whitestown (IND1, XUSE)
- Iowa
  - Bondurant (DSM5, DSM9)[141]
  - Council Bluffs (opening 2022)[142]
  - Davenport (opening 2022)[143]
- Kansas
  - Edgerton (MKC4)[144]
  - Kansas City[84] (MKC6, FOE1) (FOE1 opening in 2021)[145]
  - Lenexa[84] (MCI5)
  - Park City (ICT2) (opening 2021)[146]
- Kentucky
  - Campbellsville (SDF1)
  - Erlanger (LUK5)[147]
  - Hebron (CVG1, CVG2, CVG3, CVG5, CVG7, CVG9, LUK5)
  - Lexington (LEX1, LEX2, LEX3, LEX5)
  - Louisville (SDF2)
  - Shepherdsville[84] (LUK7, SDF4, SDF6, SDF9)
- Louisiana
  - Baton Rouge (opening 2022)[148][149]
  - Carencro (LFT1) (opening 2021)[150]
  - Shreveport (opening 2022)[151]
- Maryland
  - Baltimore[152][153] (BWI2, BWI5, MTN5[154])
  - Edgemere (DCA6)
  - Hagerstown (HGR2) (opening 2021)[155]
  - North East (MDT2)[156]
  - Sparrows Point (DCA1 DCA2)[157]
  - White Marsh (MTN9)
- Massachusetts
  - Charlton (opening 2023)[158]
  - Everett[84] (BOS6)
  - Fall River[84] (BOS7)
  - North Andover 2021[159]
  - Stoughton[84] (BOS5)
- Michigan
  - Brownstown Township[84] (DTW5)
  - Caledonia (GRR1)
  - Delta Township (opening 2022)[160]
  - Detroit (opening 2022)[161]
  - Gaines Township (opening 2022)[162]
  - Hazel Park (SMI1 opening 2021)[163]
  - Huron Township (DTW3 opening 2021)[163]
  - Livonia[84] (DET1)
  - Pontiac (DET3) (opening 2021)[163][164]
  - Romulus[84] (DTW1, DTW3)
  - Shelby Charter Township (DET2)
- Minnesota
  - Brooklyn Park (MSP9)
  - Lakeville (MSP6 opening 2021)[165]
  - Maple Grove (MSP7)[166]
  - Shakopee[84] (MSP1, MSP5)
  - St. Cloud (opening 2021)[167]
  - Woodbury (opening 2022)[168]
- Mississippi
  - Byhalia, Marshall County (MEM2, 2021)[169][170]
  - Horn Lake (PIL1)
  - Olive Branch (MEM6) (opening 2021)[171]
  - Madison County (JAN1) (opening 2021)[172]
- Missouri
  - Hazelwood (STL5)
  - St. Peters (STL8)[173]
  - Republic (STL3 opening 2021)[174]
- Nebraska
  - Papillion (OMA2) (opening 2021)[175]
- Nevada
  - Henderson (LAS1)[176]
  - North Las Vegas (LAS2, LAS5, LAS6, LAS7, 2021)[177]
  - Reno[84] (RNO4)
- New Hampshire
  - Nashua (DBO6)
- New Jersey
  - Avenel (EWR5,[178] EWR6/7)
  - Burlington (ACY2)[179]
  - Carney's Point (opening 2021)[180]
  - Carteret (EWR9, DNJ1, CDW5)
  - Cranbury (TEB6)
  - Edison (LGA5, LGA9)
  - Flanders (CDW9)
  - Florence (ABE8)
  - Logan (TEB3, 2021)[181]
  - Robbinsville[182] (EWR4)
  - Somerset (TEB9)
  - Swedesboro[84] (ACY5,[178] IVSC,[178] IVSD[178][183]
  - Teterboro (EWR8)
  - West Deptford (ACY1)
- Nuovo Messico
  - Albuquerque (ABQ1, opening 2021)[184]
- New York
  - Bronx (Soundview) TBD
  - Bronx (Hunts Point) TBD
  - Clay (SYR1) (2021)[185]
  - East Fishkill (opening 2022)[186]
  - Lancaster (BUF5)[178]
  - Gates (2022)[187]
  - Manhattan (JFK2,[188] JFK7[189])
  - Montgomery (SWF1) (opening 2021)[190]
  - Schodack (ALB1)[191]
  - Staten Island (JFK8[192])
- Carolina del Nord
  - Charlotte (CLT1,[178] CLT2, CLT4)
  - Concord[84] (CLT5)
  - Durham (RDU5)[178]
  - Fayetteville (opening 2023)[193]
  - Garner (RDU1)[194]
  - Graham (RDU9 opening 2021)[195]
  - Kannapolis (CLT3)
  - Kernersville (GSO1)[196]
  - Pineville (CLT6 opening 2021)[197]
  - Smithfield (opening 2022)[198]
- Dakota del Nord
  - Fargo (FAR1)[199]
- Ohio
  - Akron (AKC1)[200]
  - Canton (opening 2022)[201]
  - Etna (CMH1)
  - Euclid (CLE3)
  - Lockbourne (CMH6)
  - Monroe (CMH3)
  - New Albany (opening 2022)[202]
  - North Randall (CLE2)[203]
  - Obetz (CMH2)
  - Rossford (PCW1)
  - Twinsburg (CLE5)
  - Union (DAY1 opening 2022)[204]
  - West Jefferson (CMH4)
- Oklahoma
  - Oklahoma City (OKC1, OKC2 OKC5, OKC9)
  - Tulsa (TUL2)[205]
- Oregon
  - Canby (opening 2023)[206]
  - Hillsboro (PDX5)
  - Portland (PDX6, EUG5)
  - Salem (PDX7)
  - Troutdale (PDX9)
  - Woodburn (opening 2023)[207]
- Pennsylvania
  - Breinigsville[84] (ABE2, ABE3)
  - Carlisle (MDT1, PHL4, PHL6, PHL9, XUSC)
  - Churchill (opening 2023)[208]
  - Easton (ABE4)
  - Findlay Township (PIT2)[209]
  - Gouldsboro (AVP2/3)
  - Hamburg & Upper Bern Township (RDG1)[210]
  - Hazleton (AVP1)
  - Jessup (AVP9 opening 2021)[211]
  - Lewisberry (PHL5)
  - Norristown (ABE5)
  - Pittsburgh (PIT5)
  - Pittston (AVP6)
  - Reading (TEN1)
- Rhode Island
  - Johnston (opening 2023)[212]
- Carolina del Sud
  - Spartanburg (GSP1)
  - West Columbia (CAE1, CAE3)
- Dakota del Sud
  - Sioux Falls (opening fall 2021)[213]
- Tennessee
  - Alcoa (opening 2022)[214]
  - Charleston (CHA2)
  - Chattanooga (CHA1)
  - Clarksville (opening 2022)[215]
  - Lebanon (BNA2)
  - Memphis (MEM1, MEM4)
  - Murfreesboro (BNA3)
  - Nashville (BNA5)
  - La Vergne (BNA9)
  - Mount Juliet (MQY1) (opening 2021)[216]
- Texas
  - Amarillo (AMA1 opening 2022)[217]
  - Austin (ATX1, ATX2)
  - Brookshire (HOU3)
  - Coppell (DFW6, FTW2, FTW6)
  - Dallas (FTW1, DAL3, FTW8)
  - El Paso (ELP1 opening 2021)[218]
  - Fort Worth[84] (DFW7, FTW3, FTW4)
  - Forney (DDX7)[219]
  - Houston (HOU2, HOU6)
  - Humble (HOU1)
  - Irving (DFW8, DAL2)
  - Katy (HOU5)[220]
  - Lubbock (opening 2021)[221]
  - Missouri City (opening 2021)[222]
  - Pflugerville (AUS2)(opening 2021)[223]
  - Richmond (HOU6) (opening 2021)[224]
  - San Antonio (opening 2021 and 2022)[225]
  - San Marcos (SAT2)[226]
  - Schertz (SAT1)
  - Wilmer (DAL9)
  - Waco (AUS3 opening 2021)[227]
  - Fort Worth (AFW1)
- Utah
  - Salt Lake City (SLC1)
  - West Jordan (SLC2)[228]
- Virginia
  - Ashland (RIC5, RIC9)
  - Chesapeake (2021[229])
  - Chester (RIC2, RIC3)
  - Clear Brook (BWI4)
  - Petersburg (RIC1)
  - Prince George (KRB2)
  - Richmond (opening 2022)[230]
  - Stafford County (opening 2022)[231]
  - Suffolk (ORF3) (2021)[229]
- Washington
  - Arlington[232]
  - Bellevue (SEA8)
  - Bremerton (DSE8)
  - DuPont (BFI3, BFI9)
  - Fife (opening 2022)[233]
  - Frederickson[234] (Opening 2021)
  - Kent[84] (BFI4, BFI5, BFI6)
  - Lacey (OLM1)[235]
  - Lakewood[234] (Opening 2021)
  - Pasco (opening 2022)[236]
  - Spokane (GEG1)[237])
  - Spokane Valley (GEG2) (opening late 2021)[238]
  - Sumner (BFI1, BFI7)[239][240]
- Wisconsin
  - Beloit (JVL1) (JVL6)[241]
  - Greenville/Appleton (ATW1)[242]
  - Kenosha (MKE1, MKE5)[243]
  - Oak Creek (MKE2)[244]

#### Canada
- Alberta
  - Contea di Rocky View (YYC1)[245]
  - Contea di Leduc (YEG1)[246]
  - Contea di Parkland (YEG2 apertura 2022)[247]
- British Columbia
  - Isola di Annacis ( Delta ) (YVR2)[248]
  - New Westminster (YVR3)
  - Richmond (YXX2)[249]
  - Tsawwassen (YVR4)[250]
- Manitoba
  - Winnipeg (YWG)[251]
- Ontario
  - Toronto (Scarborough) (YYZ9)
  - Brampton (YYZ3, YYZ4)
  - Caledon (YYZ7)[252]
  - Mississauga (YYZ1)
  - Milton (YYZ2)
  - Ottawa (YOW1, YOW3)[253]
  - Hamilton (YHM1)[254]
  - Ajax (YOO1) (apertura 2021)[255]
  - Barrhaven (YOW2)[256]
  - Southwold (apertura 2023)[257]
- Québec
  - Coteau-du-Lac (YUL9)[258]
  - Montreal (YUL2)
  - Longueuil (YUL5)
  - Lachine (YUL2)[259]

#### Messico
- Bassa California
  - Tijuana[260]
- Jalisco
  - Guadalajara (GDL1)[261]
- Nuevo León
  - Monterrey (MTY1)[261]
- Sonora
  - Hermosillo (HMO1)[262]
- Stato del Messico
  - Cuautitlán Izcalli (MEX1, MEX2)[84]
  - Tepotzotlán (MEX3)[263]

### Europa

#### Repubblica Ceca

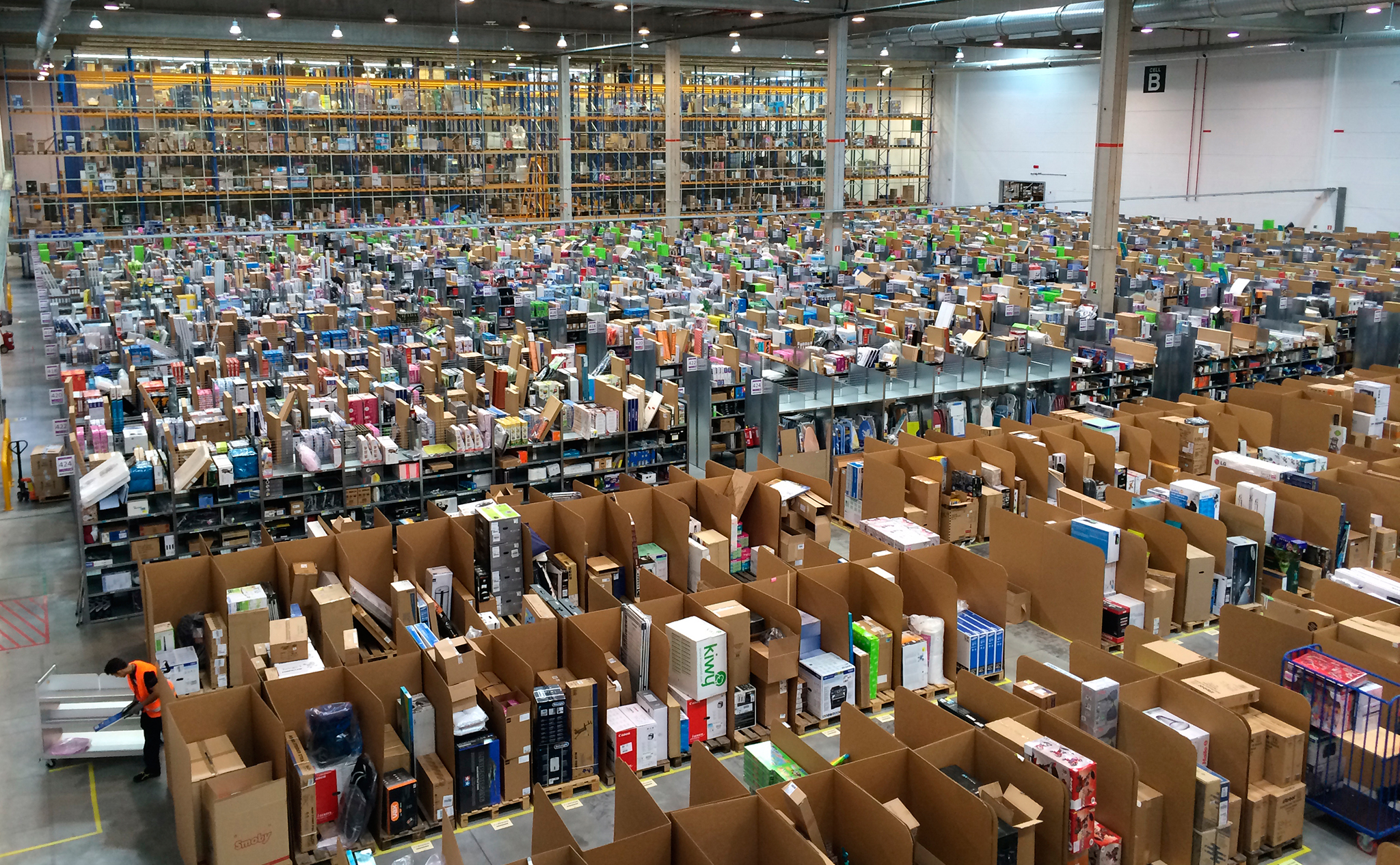
Magazzino Amazon.es a San Fernando de Henares, Madrid, Spagna)

- Praga (2015, PRG2)

- Přerov (2023)[264]

#### Francia
- Boigny-sur-Bionne (2000)
- Boves (2017) (BVA1)
- Saran (2007) (ORY1)
- Montelimar (2010) (MRS1)
- Sevrey (2012) (LYS1)
- Lauwin-Planque (2013) (LIL1)
- Brétigny-sur-Orge (2019) (ORY4)
- Augny (2021) (ETZ2)

#### Germania
- Baviera
  - Graben (2011) (MUC3)
  - Eggolsheim (2019) (NUE9)
- Baden-Württemberg
  - Pforzheim (2012) (STR1)
  - Frankenthal (2018) (FRA7)
  - Gernsheim (2018) (FRAX)
- Brandeburgo
  - Brieselang (2013) (BER3)
  - Schönefeld (2020) (BER8)
- Assia
  - Bad Hersfeld (1996 e 2010) (FRA1, FRA3)
- Bassa Sassonia
  - Achim (2021) (BRE4)
  - Winsen (Luhe) (2017) (HAM2)
  - Garbsen (2018) (HAJ8)
- Renania settentrionale-Vestfalia
  - Werne (2010 e 2017) (EDE5, DTM1)
  - Rheinberg (2011) (DUS2)
  - Dortmund (2017 e 2018) (DTM2, DTM3)
  - Krefeld (2017) (DTM8)
  - Dormagen (2018) (CGN9)
  - Monaco di Baviera (2019) (DUS4)
  - Oelde (2020) (PAD1)
  - Witten (2020) (DTM9)
- Renania-Palatinato
  - Coblenza (2012) (CGN1)
  - Frankenthal (2018) (FRA7)
- Sassonia
  - Lipsia (2006) (LEJ1)
  - Lipsia/Halle (2020) (EDDP) Amazon Air
- Sassonia-Anhalt
  - Sülzetal (2020) (LEJ3)
- Turingia
  - Gera (2021) (LEJ5)

#### Irlanda
- Dublino (2022)[265]

#### Italia
| Citta                         | Regione        | Codice    | Anno di apertura |
| ----------------------------- | -------------- | --------- | ---------------- |
| Castel San Giovanni           | Emilia-Romagna | MXP5 MXP8 | 2011 2013        |
| Santarcangelo                 | Emilia-Romagna | DER2      | 2019             |
| Parma                         | Emilia-Romagna | DER3      | 2020             |
| Spilamberto                   | Emilia-Romagna | BLQ8      | 2021             |
| Passo Corese                  | Lazio          | FCO1      | 2017             |
| Colleferro                    | Lazio          | FCO2      | 2020             |
| Milano                        | Lombardia      |           | 2017             |
| Origgio                       | Lombardia      |           | 2017             |
| Casirate d'Adda               | Lombardia      | LIN8      | 2018             |
| Cividate al Piano             | Lombardia      | BGY1      | 2021             |
| Avigliana                     | Piemonte       |           | 2016             |
| Torrazza Piemonte             | Piemonte       | TRN1      | 2019             |
| Vercelli                      | Piemonte       | MXP3      | 2017             |
| Novara                        | Piemonte       | MXP6      | 2021             |
| Alessandria                   | Piemonte       | DPI5      | 2024             |
| Bitonto                       | Puglia         | DPU1      | 2020             |
| San Bellino / Castelguglielmo | Veneto         | BLQ1      | 2020             |
| Verona                        | Veneto         | DVN2      | 2019             |
| Riese Pio X                   | Veneto         | DVN6      | 2021             |
| San Salvo                     | Abruzzo        | PSR2      | 2022             |
| Arzano                        | Campania       | DNP1      | 2019             |
| Palermo                       | Sicilia        | DSI1      | 2022             |
| Catania                       | Sicilia        | DSI2      | 2020             |

#### Polonia
- Poznań (2014) (POZ1)
- Breslavia (2014 e 2015) (WRO1, WRO2, WRO3, WRO4, WRO5)
- Stettino - Kołbaskowo (2017) (SZZ1)
- Katowice - Sosnowiec (2017) (KTW1)
- Gliwice 2020 (KTW3)
- Łódź - Pawlikowice (2019) (LCJ2)
- Swiebodzin (2021) (POZ2)

#### Slovacchia
- Bratislava (2011)[267]
- Sered (2017) (BTS2)

#### Spagna
- San Fernando de Henares (Madrid) (MAD4)
- Getafe (Madrid) (MAD8)
- Illescas (Toledo, Castilla-La Mancha) (MAD6)[268]
- El Prat (Barcellona, Catalogna) (BCN1)
- Martorelles (Barcellona, Catalogna) (BCN2)
- Castellbisbal (Barcellona, Catalogna) (BCN3)
- Barberà del Vallès (Barcellona, Catalogna) (BCN8)
- Bobes (Siero, Asturie)[269]
- Dos Hermanas (Andalusia) (SVQ1)
- Alcalá de Henares (MAD9)

#### Turchia
- Kocaeli (3PL XTRA)
- Kocaeli (CEVA LOGİSTİCS)
- Ankara

#### Regno Unito
- Inghilterra
  - Milton Keynes (ALT1)
  - Rugeley (BHX1)
  - Cambridge
  - Coalville (BHX2)
  - Daventry (BHX3)
  - Coventry (BHX4)
  - Rugby (BHX5)
  - Hinckley (BHX7)
  - Redditch (BHX8)
  - Bristol (BRS1, SBS2, DBS2)
  - Stoke-on-Trent (CST9, DST1)
  - Croydon (DCR1)
  - Exeter (DEX2)
  - Northampton (DNN1)
  - Sunderland (DNE1)
  - Norwich (DNR1)
  - Aylesford (DME1)
  - Worcester (DWR1)
  - Wednesbury (DXB1)
  - Plymouth (DXP1)
  - Sheffield (DXS1)
  - Banbury, Oxfordshire (DOX2)
  - Carlisle, Cumbria (DPN1)
  - Kegworth (EMA1,DNG2)
  - Mansfield (EMA2)
  - Nottingham (EMA3)
  - Peterborough (EUK5, DPE1)
  - Doncaster (LBA1, LBA2, LBA3, LBA4, DDN1)
  - Leeds (LBA8, DLS2)
  - Tilbury (LCY2)
  - Rochester, Kent (LCY8)
  - Ridgmont, Milton Keynes (LTN1)
  - Hemel Hempstead (LTN2)
  - Dunstable (LTN4)
  - Bedford (LTN7)
  - Manchester (MAN1)
  - Warrington (MAN2)
  - Bolton (MAN3)
  - Chesterfield (MAN4)
  - Haydock (MAN8)
  - Darlington (MME1)
  - Bowburn, Durham (MME2)
  - Gateshead (NCL1)
  - Milton Keynes (STN8)
  - Bardon Hill (SNG1, DNG1)
  - Rugby (SNG9)
  - Swindon (BRS2)
  - Dartford (LCY 3) (apertura 2021)[270]
  - Rugby (XUKN)
  - Lutterworth (DB17, XBH5)
  - North Ferriby (apertura 2023)[271]
  - Wynyard, contea di Durham (apertura 2022)[272]
- Scozia
  - Dunfermline (EDI4)
  - Gourock (GLA1)
  - Edimburgo (SEH1, DEH1)
- Galles
  - Crymlyn Burrows, Swansea (CWL1, DSA1)[273][274][275]

### Asia

#### Cina
- Pechino
- Chengdu
- Canton
- Harbin
- Jinan
- Nanning
- Shanghai
- Shenyang
- Suzhou
- Tientsin
- Xi'an
- Xiamen

#### Giappone
- Prefettura di Chiba
  - Ichikawa (NRT1)
  - Inzai (TPF6)
  - Yachiyo (NRT2)
- Prefettura di Gifu
  - Tagimi (ONG2)
- Prefettura di Kanagawa
  - Kawasaki (HND9)
  - Odawara (FSZ1)
- Prefettura di Kyoto
  - Kyotanabe
- Prefettura di Okayama
  - Okama
- Prefettura di Osaka
  - Daito (KIX2)
  - Fujiidera (KIX4)
  - Ibaraki (KIX3)
  - Sakai (KIX1)
  - Takatsuki (TPF3)
- Prefettura di Saga
  - Tosu (HSG1)
- Prefettura di Saitama
  - Kawagoe (NRT5)
  - Kawaguchi
  - Kawajima (HND3)
- Area metropolitana di Tokyo
  - Hachioji (HND8)

#### India
Amazon gestisce 60 centri logistici in 15 stati dell'India.
- Andhra Pradesh
  - Vijayawada (SVGA)
- Assam
  - Guwahati (SGAA)
- Delhi NCT (SDED, SDEE, PNQ2, SDEJ)
- Gujarat
  - Ahmedabad (AMD1, AMD2)
- Haryana
  - Gurgaon (DEL2, DEL4, DEL5)
- Karnataka
  - Bangalore (BLR5, BLR7)
- Madhya Pradesh
  - Indore (SIDA)
- Maharashtra
  - Bhiwandi (BOM7, BOM5)
  - Mumbai (BOM1, BOM3, BOM4)
  - Nagpur (NAG1)
  - Puna (SPNA)
- Punjab
  - Ludhiana (SATA)
- Rajasthan
  - Jaipur (SJAB)
- Tamil Nadu
  - Chennai (MAA4, MAA5)
  - Coimbatore (SCJA)
- Telangana
  - Hyderabad (HYD1, HYD8)
- Uttar Pradesh
  - Lucknow (SLKA)
- Bengala occidentale
  - Calcutta (SCCA, SCCG, SCCH, SCCF, SCCC, CCU1)

#### Pakistan
- Multan (2021)[277]

#### Arabia Saudita
- Gedda[278]
- Riad[278]

#### Singapore
- Jurong (2017)

#### Emirati Arabi Uniti
- Abu Dhabi (2024)[279]
- Dubai (DBX2, DBX3)[280]

### Oceania

#### Australia
- Nuovo Galles del Sud
  - Kemps Creek (2021)[281]
  - Moorebank (2018) (BWU1)
  - Moorebank (2019) (XAU2)
- Queensland
  - Brisbane ( '2020) (BNE1)
- Vittoria
  - Dandenong Sud (2017) (MEL1)
  - Dandenong Sud (2018) (XAU1)
  - Ravenhall (2021) (MEL5)[282]
- Australia Occidentale
  - Perth (2019) (PER2)

### Sudamerica

#### Brasile[283]
- Ceará
  - Maracanaú (apertura 2021)[284]
- Distretto Federale
  - Santa Maria (2021)[285]
- Minas Gerais
  - Betim (2021)[285]
- Pernambuco
  - Cabo de Santo Agostinho (2019)[286]
  - Cabo de Santo Agostinho (2021)[287]
- Rio de Janeiro
  - São João de Meriti (GIG1) (2021)[288]
- Rio Grande do Sul
  - Nuova Santa Rita (2021)[285]
- San Paolo
  - Cajamar (GRU6) (2019)[289]
  - Cajamar (2020)[290]
  - Cajamar (2021) (FBA)[291]
  - Cajamar[283]

### Africa

#### Egitto
- Città del decimo Ramadan[292]

## Altro
- Sede Audible (servizio) (filiale) a 1 Washington Park a Newark, New Jersey
- Climate Pledge Arena di Seattle
- Ring Inc. a Santa Monica, California
- Sede di Woot a Carrollton, in Texas
- Sede Zappos a Las Vegas

## Sedi chiuse di logistica, magazzini e servizio clienti
- Repubblica Ceca
  - Centro logistico di Praga (2013-2018, PRG1)
- Olanda
  - Centro assistenza clienti dell'Aia (dal 2000 al febbraio 2001)[293][294][295]
- Regno Unito
  - Edimburgo (EDI1)
- Stati Uniti
  - Seattle, Washington DSC Seattle Distribution Center (Georgetown) – 2001[296][297]
  - Carteret, New Jersey (LGA7 LGA8)
  - Chambersburg, Pennsylvania – 2009[298][299]
  - Eastvale, California (SNA6 e SNA9)
  - Fernley, Nevada (RNO1)
  - McDonough, Georgia – 2001[297][300]
  - Munster, Indiana – 2009[298][299]
  - Phoenix, Arizona (PHX1)[301]
  - Red Rock, Nevada – 2009[298][299]
  - Tolleson, Arizona (PHX9)

## Galleria d'Immagini

Amazon Locker
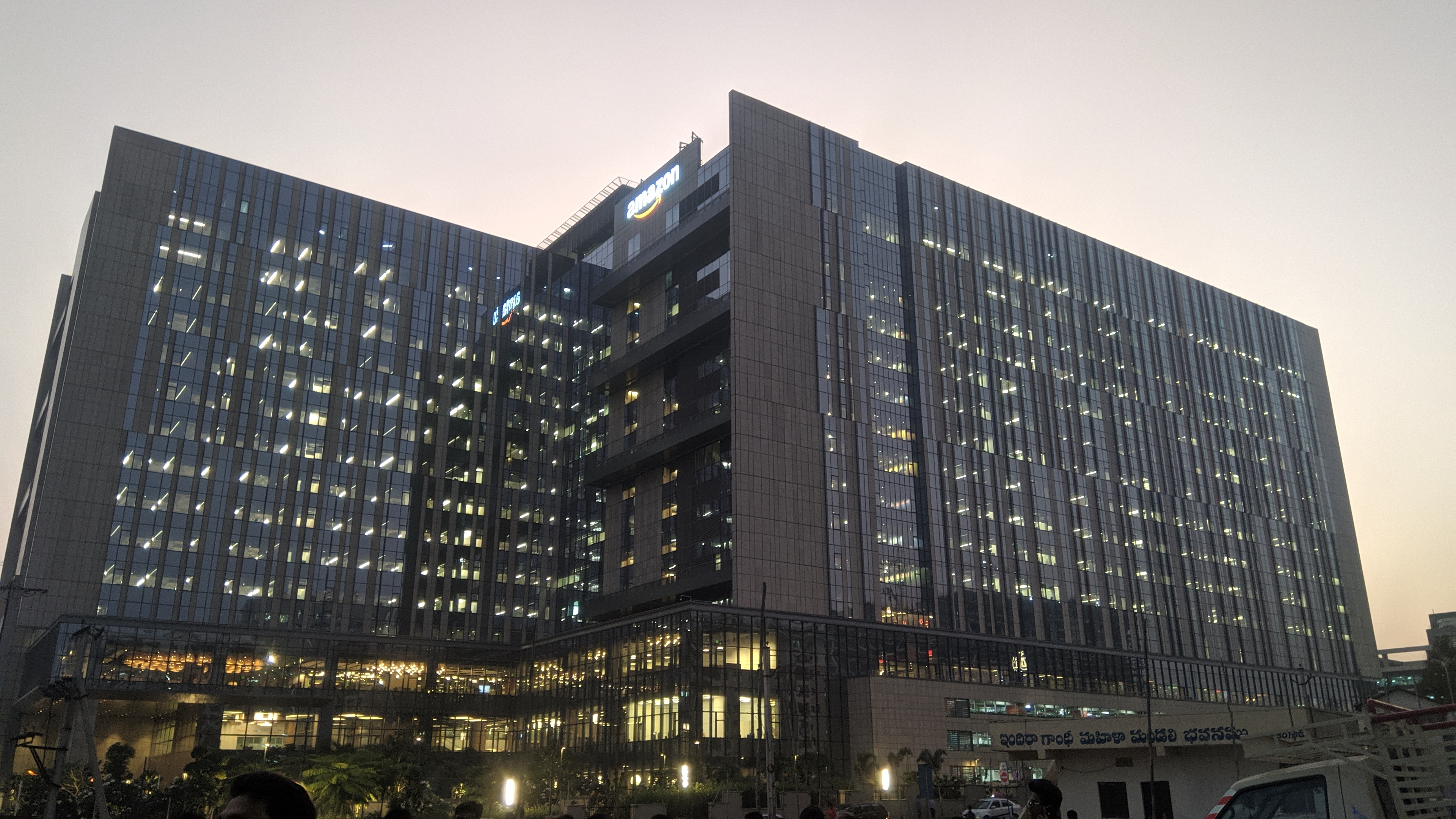
Sede Amazon Hyderabad
- Magazzino Amazon BHX4 piano caricatore
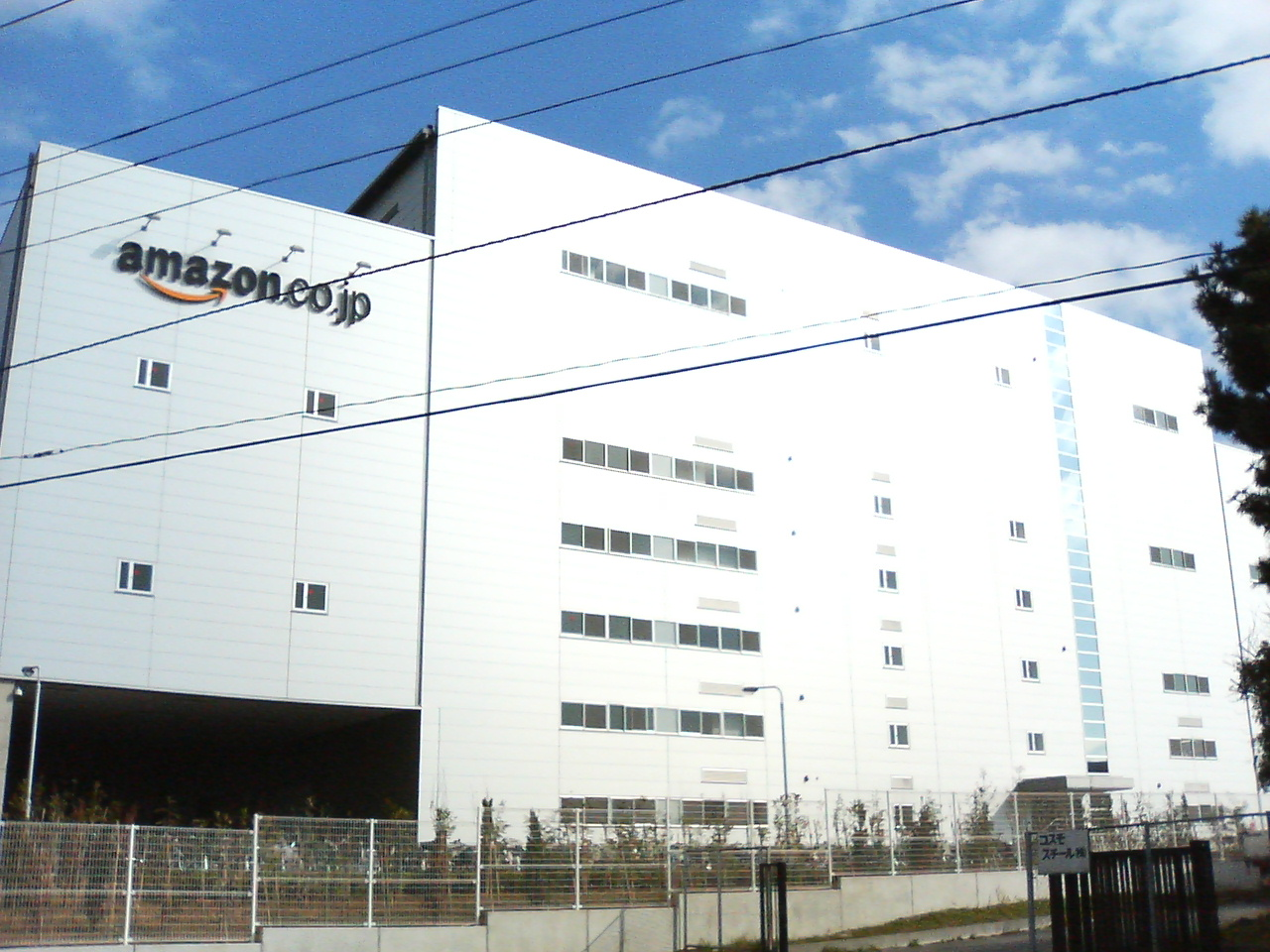
Sede Amazon giapponese ad Ichikawa
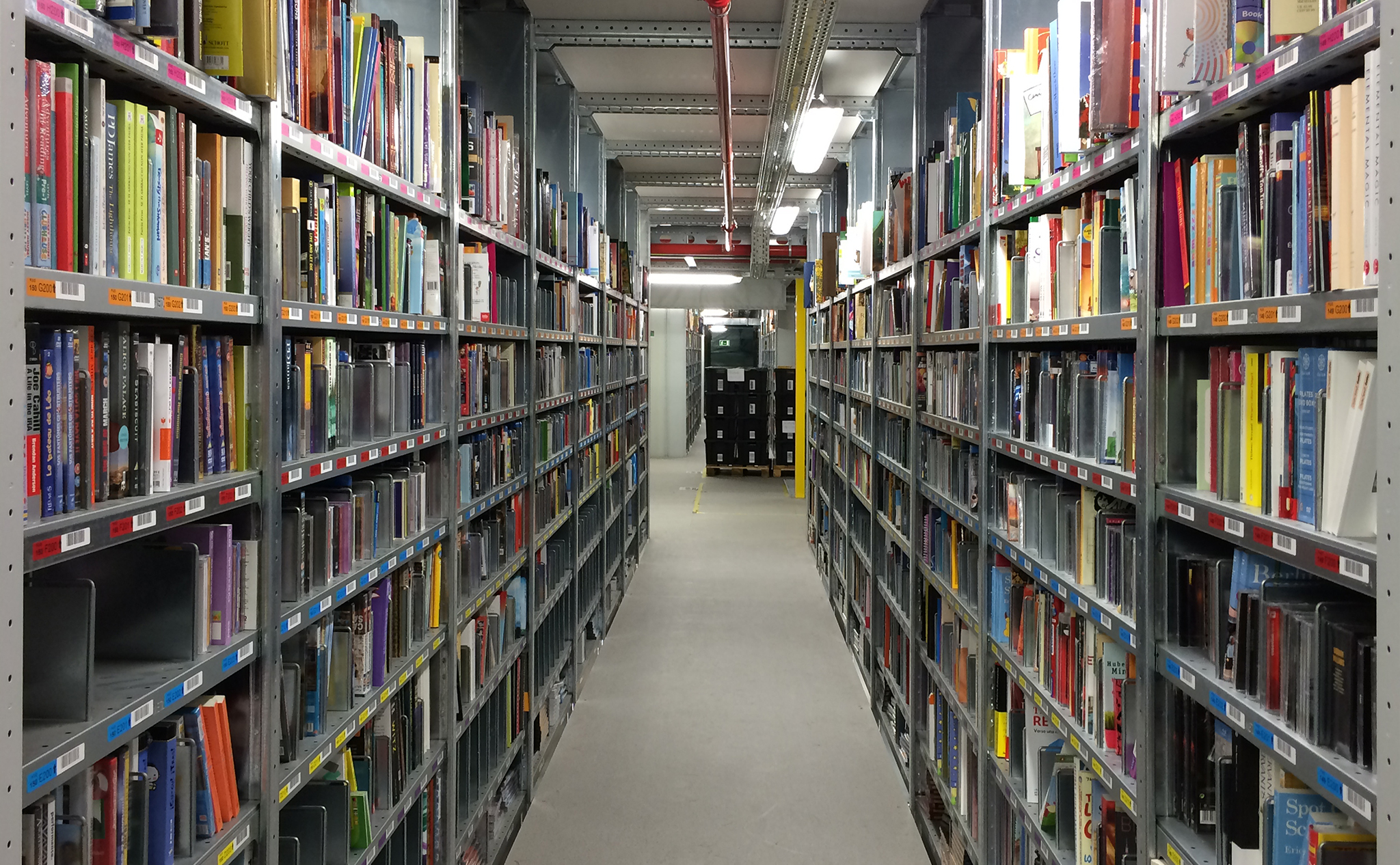
Interno del centro logistico di Amazon Spagna a San Fernando de Henares